# 家森信善
家森 信善（やもり のぶよし、1963年8月13日 - ）は、日本の経済学者。神戸大学経済経営研究所教授。元金融庁参与。アイ・アール ジャパンホールディングス取締役、地域経済活性化支援機構取締役。専門は金融論。

## 来歴・人物
1963年滋賀県に生まれる。1986年に滋賀大学経済学部を卒業後、1988年に神戸大学大学院経済学研究科博士前期課程修了。2014年より現職。
学外においては、コロンビア大学やサンフランシスコ連邦準備銀行の客員研究員、大阪大学社会経済研究所招聘教授、金融庁金融審議会専門委員、経済産業省産業構造審議会委員、財務省独立行政法人評価委員会委員、東海財務局金融行政アドバイザー等を歴任。
2022年、取締役を務めるアイ・アールジャパンホールディングスの栗尾拓滋前COOの件に絡み、日本取引所自主規制法人理事の内定が取り消しとなる。

## 年譜
- 1963年 - 滋賀県生まれ
- 1982年 - 滋賀県立虎姫高等学校卒業
- 1986年 - 滋賀大学経済学部卒業
- 1988年 - 神戸大学大学院経済学研究科博士前期課程修了
- 1989年 - 神戸大学大学院経済学研究科博士後期課程中退
- 1989年 - 姫路獨協大学経済情報学部助手
- 1990年 - コロンビア大学コロンビア・ビジネス・スクール客員研究員
- 1991年 - 姫路獨協大学経済情報学部専任講師
- 1994年 - 姫路獨協大学経済情報学部助教授
- 1995年 - 名古屋大学経済学部専任講師
- 1996年 - 名古屋大学経済学部助教授
- 1998年 - コロンビア大学コロンビア・ビジネス・スクール客員研究員
- 1999年 - サンフランシスコ連邦準備銀行及びコロンビア大学コロンビア・ビジネス・スクール客員研究員
- 2000年 - 名古屋大学大学院経済学研究科助教授
- 2003年 - 名古屋大学高等研究院教員
- 2004年 - 名古屋大学大学院経済学研究科教授
- 2011年 - 金融庁金融審議会委員[5]
- 2012年 - アイ・アールジャパン監査役[5]
- 2013年 - 名古屋大学大学院経済学研究科附属国際経済政策研究センター長[6]
- 2014年 - 神戸大学経済経営研究所教授
- 2015年 - アイ・アール ジャパンホールディングス取締役（監査等委員）[5]
- 2016年 - 金融庁参与[5]
- 2018年 - 地域経済活性化支援機構取締役[5]
- 2021年 - 日本貸金業協会副会長・自主規制会議議長
- 2023年 - 財務省財政制度等審議会委員[7]、金融広報中央委員会委員[8]、日本取引所自主規制法人理事[9]

## 主な受賞歴
- 1999年 - 生活経済学会奨励賞
- 2001年 - 金融ジャーナル賞優秀賞
- 2001年 - 社団法人・全国信用保証協会連合会創立五十周年記念懸賞論文・優秀賞
- 2002年 - 総務大臣表彰
- 2004年 - 日本郵政公社総裁表彰
- 2004年 - 日本商品先物振興協会・「商品先物に係る懸賞論文」・最優秀論文賞
- 2005年 - 商工総合研究所・中小企業研究奨励賞・本賞
- 2005年 - 簡易保険文化財団・優秀研究賞
- 2005年 - 日本地域学会・著作賞
- 2008年 - M&Aフォーラム正賞　（分担執筆書に対して）
- 2009年 - 日本FP学会・第4回 日本FP学会奨励賞
- 2010年 - 生活経済学会推薦図書賞
- 2015年 - 日本FP学会最優秀論文賞
- 2017年 - 大阪銀行協会大銀協フォーラム優秀賞

## 著書

### 単著
- 『生命保険金融の経済分析』（千倉書房、1995年）
- 『日本の金融機関と金融市場の国際化』（千倉書房、1999年）
- 『教養としての金融知識』（中央経済社、1999年）
- 『基礎からわかるマクロ経済学』（中央経済社、2001年）
- 『信頼できる銀行ってこんなに簡単にわかるんだ！』（中央経済社、2003年）
- 『地域金融システムの危機と中小企業金融－信用保証制度の役割と信用金庫のガバナンス－』（千倉書房、2004年）
- 『はじめて学ぶ金融のしくみ』（中央経済社、2004年）
- 『図解 これだけでわかる日本の金融』（東洋経済新報社、2006年）
- 『基礎からわかるマクロ経済学 第2版』（中央経済社、2007年）
- 『はじめて学ぶ金融のしくみ 第2版』（中央経済社、2008年）
- 『大波乱時代の個人投資』（千倉書房、2009年）

### 共著
- 『基礎からわかるミクロ経済学』（小川光　中央経済社、2003年）
- Global Information Technology and Competitive Financial Alliances, with Y.Kurihara, S.Takaya, N.Nishigaki, I.Henrique, P.Sadorsky, K.Harimaya, Y.Asai(Idea Group Publishing, 2006)
- Japanese Fixed Income Markets: Money, Bond and Interest Rate Derivatives "jointly worked", co-edited with J.A.Batten, T.A.Fetherston, P.G.Szilagyi, R.Coman, M.Young, F.M.Chin, R. Jerram, R.A.Werner, S.Pynnonen, W.P.Hogan, H.Bystron, C.A.Ellis, L.M.Fairchild, Y.S.Chin, N.Nishigaki, Y.Asai(Elsevier-North Holland, 2006)
- 『基礎からわかるミクロ経済学（第2版）』（小川光　中央経済社、2007年）
- A New Japan for the Twenty-First Century　"jointly worked", co-edited with Narunto Nishigaki, and others(Routledge, 2008)
- 『地銀創生 : コントリビューション・バンキング』（伊東眞幸　金融財政事情研究会、2016年）

### 編著
- 『はじめて学ぶ保険のしくみ』（中央経済社、2009年）
- 『地域の中小企業と信用保証制度 - 金融危機からの愛知経済復活への道』（中央経済社、2010年）

### 共編著
- 『経済政策講義』（丸谷泠史、中央経済社、1994年）
- 『現代金融論講義』（藤原賢哉、中央経済社、1998年）
- 『ポストビッグバンの金融システム』（千田純一、千倉書房、2001年）
- 『金融論入門』（藤原賢哉、中央経済社、2002年）
- 『東海地域の産業クラスターと金融構造-躍進する名古屋経済の強さを探る-』（多和田眞、中央経済社、2005年）
- 『関西地域の産業クラスターと金融構造』（多和田眞、中央経済社、2008年）

### 訳書
- J.M.ピアス『銀行業の将来』（藤田正寛、東洋経済新報社、1993年）
- F.R.エドワーズ『金融業の将来』（小林毅、東洋経済新報社、1998年）
- L.V.ベルゲ編『金融コングロマリット』（他6名 （財）生命保険文化研究所・文研叢書 24号、1998年）
- J.E.スティグリッツ & B.グリーンワルド『新しい金融論-信用と情報の経済学-』（内藤純一、東京大学出版会、2003年）

## 論文
- 国立情報学研究所収録論文 - 国立情報学研究所